# 多比良和誠
多比良 和誠（たいら かずなり、1952年 - ）は、日本の生物学者。東京大学大学院工学系研究科教授を経て、東京福祉大学社会福祉学部教授。

## 経歴
佐世保工業高等専門学校を卒業後、長崎大学に技官として就職。長崎大に講演に来た米国人教授の通訳をつとめ、その教授の勧めで渡米・留学する。1977年、南イリノイ大学カーボンデール校理学部化学生化学科を卒業。1984年イリノイ大学大学院にて博士号（Ph.D.）を取得。
ペンシルベニア州立大学博士研究員を経て、1987年に通産省工業技術院（現独立行政法人産業技術総合研究所）の主任研究官。1994年、筑波大学応用生物化学系教授。1999年より、東京大学大学院工学系研究科化学生命工学専攻教授、産業技術総合研究所ジーンファンクション研究センターのセンター長を兼任。
東京大学退職後は東京福祉大学社会福祉学部教授を務める。株式会社PJTBiomedical Engineering & Wellness 担当取締役。
リボザイムやRNAiなどの分野で業績を残した。遺伝子・デリバリー研究会会長（2003年）・常任理事（2004年）。ベンチャー企業「iGENE」を立ち上げ、取締役を兼任した。2004年つくば賞受賞。

## 論文捏造疑惑

### 疑惑の概要
Nature誌に2003年に発表された細胞の神経分化に関する論文について、遺伝子の名前を取り違えていたことが出版後に判明したにもかかわらず、取り違えた遺伝子でも同様の結果がでると弁解したことから、疑念が公に広がった。
2005年4月1日、日本RNA学会が多比良らの論文12件について疑義があるとして、東京大学に調査を依頼。工学系研究科に調査委員会が設置され、実験結果の再現性の検証が比較的容易と考えられた4本の論文について調査を行った。2005年9月13日、東京大学は多比良和誠のRNAに関する12報の論文について、実験結果の再現性に問題があるとのプレス発表を行い、2006年1月27日には工学系研究科に設置した調査委員会が「再実験を要請した4つの論文全てについて、現段階では実験結果の再現には至っていないとの結論を得た」との調査結果を発表した。調査の過程では、助手が2003年11月25日から11月28日に実験を行った証拠として提出したABI社の機器によるDNAシークエンシングのデータが、2004年9月16日に以降に使われるようになった新しいversionのソフトウェアによるデータであったことが明らかとなった。これは助手が捏造を行っていたと判断せざるを得ない事実であった。これらを受けて、2006年3月に東大の研究に関する調査委員会は上記4件の論文について「再現性、信頼性はない」と発表した。
産総研は懲戒処分を行わず、4月から多比良に対する雇用契約を継続しない事を通知（事実上の解雇）。2006年5月、東大の責任に関する調査委員会は、教授である多比良及び上記の4件の論文の筆頭著者である助手について、「大学の名誉と信頼を著しく傷つけ、懲戒解雇が相当」とした報告書を総長の小宮山宏へ提出。2006年12月、東大は、多比良及び助手を「大学の名誉と信頼を著しく傷つけた」として懲戒解雇したと発表。

### 法廷闘争
2007年3月2日、懲戒解雇は不当だとして、東大に対して地位確認と未払い賃金の支払いを求める訴えを東京地裁に起こした。2009年1月29日、懲戒解雇は不当だとして、教授としての地位確認を求めた訴訟の判決で、東京地裁は「不正が疑われる元助手の実験で確認を怠ったのは研究者として考えられない態度だ」として懲戒解雇は有効と判断し、請求を棄却（解雇発効日までの未払い給与の請求は認められた。）。
2010年11月24日、東京高裁（下田文男裁判長）は「論文作成過程で生のデータに基づいて助手と議論していれば、実験の記録や試料がほとんど存在しないことは容易に認識でき、過失は大きいと言わざるを得ない」として解雇相当とした一審・東京地裁の判決を支持し、控訴を棄却した。2010年12月8日、多比良は、二審の判決を不服として最高裁に上告した。

## 著書
- 関根光雄・多比良和誠『RNAi法とアンチセンス法―新しいRNAの科学と応用』（2005/6、講談社）ISBN 4061538578
- 多比良和誠『RNAi実験プロトコール―より効果的な遺伝子の発現抑制を行うための最新テクニック』（2004/09、羊土社）ISBN 4897064171
- 多比良和誠・菅裕明　編「化学と生物学の接点がつくるNｅｗバイオテクノロジー」『蛋白質 核酸 酵素』2004年8月25日発売　増刊号を書籍に改装